# Bergtjärnen (Nätra socken, Ångermanland)
Bergtjärnen är en sjö i Örnsköldsviks kommun i Ångermanland och ingår i Nätraån-Ångermanälvens kustområde. Bergtjärnen ligger i Skuleskogen Natura 2000-område.